# Нада Роко
Нада Роко (Загреб, 15. септембар 1947) хрватска је позоришна, телевизијска и филмска глумица.

## Биографија
Од најранијег детињства почела се бавити глумом у загребачком Пионирском позоришту. Своје прве радио -драмске емисије снима као члан ансамбла Дечје драме при РТЗ-у. Још и данас деца слушају носаче звука на којима игра Трноружицу, Пепељугу, принцезу из "Мачка у чизмама".
Дипломирала је на Академији драмских уметности Универзитета у Загребу 1972. године, а већ на првој години глумачке академије постаје стипендиста загребачког Хрватског народног казалишта играјући многе представе. Паралелно, сарађује са готово свим позориштима у Загребу, Музичком омладином, Дубровачким летњим играма, Сплитским љетом те шибенским Фестивалом детета у музичким и драмским представама. Уз глуму бави се и певањем у музичком саставу "Роко Давора" издавши при том 2 синглице за дискографску кућу "Сузи" из Загреба. За исту кућу снима и дечје песме. Пјева у многим музичким телевизијским емисијама ("ТВ магазин", "Стих и шансона") и фестивалима, а композиција Роко Давора "Ноћи љубави" која је дуго била хит "Зеленог мегахерца". Последњи музички ЦД "Загрли ме нежно", издат 1994. године, низ је љубавних балада које изводи заједно са колегом из театра Бранком Блац.
Од 1975. године стални је члан загребачког Градског казалишта Комедија у бројним драмским и музичким представама, а игра иу Позоришту младих, Казалишту Трешња, Казалишту Јазавац. Такође игра у бројним представама позоришта Жар-Птица и Мала Сцена те другим загребачким позориштима.
Посуђивала је глас у стотинама анимираних филмова. Глуми у многим ТВ драмама и емисијама. За филм Гојка Шиповца «СО» добила је награду за најбољег дебитанта на филмском фестивалу у Нишу 1973. године, а снима и неке копродукцијске филмове. Такође је познато лице са бројних ТВ реклама.
Највећим животним успехом сматра своје двоје деце. Кћер Барбара Роко јој је такође глумица, а син Лука Роко, свештеник је духовне заједнице и списатељ.

## Филмографија
| Год.       | Назив               | Улога             |
| ---------- | ------------------- | ----------------- |
| 1960.-те   |                     |                   |
| 1961.      | Судар на паралелама |                   |
| 1964.      | Горчина у грлу      |                   |
| 1968.      | Џема Камоли         |                   |
| 1969.      | Канаринац           |                   |
| 1970.-те   |                     |                   |
| 1973.      | Диогенес            |                   |
| 1973.      | Со                  | Душка             |
| 1976.      | У регистратури      | Марица Кичмановић |
| 2000.-те   |                     |                   |
| 2004—2011. | Забрањена љубав     | Нада Барић        |
| 2010.-те   |                     |                   |
| 2010.      | Најбоље године      | Вишња             |
| 2011—2012. | Стипе у гостима     | Уршула 2          |
| 2012.      | Ларин избор         | Алма              |
| 2014.      | Зора дубровачка     | бабица            |